# Toshimasa Shimamura
Toshimasa Shimamura (島村 利正, Shimamura Toshimasa, 25 mars 1912 - 25 novembre 1981) est un écrivain japonais.
Né dans la préfecture de Nagano, Shimamura est diplômé d'anglais en 1931. Son premier livre est publié en 1941, et en 1943 son livre 暁雲, première de ses nombreux candidatures au prix Akutagawa. Il crée une entreprise en 1955 qui fait faillite en 1962, après quoi il se consacre à l'écriture à plein temps. Shimamura remporte l'édition 1979 du prix Yomiuri pour Myōkō no aki.